# Cola Turka

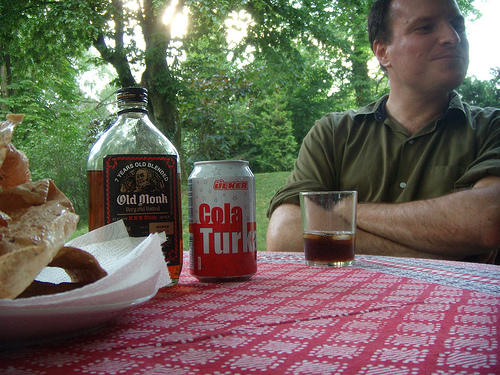
En burk Cola Turka

Cola Turka är en turkisk coladryck. Cola Turka marknadsförs av Ülker och finns i tre varianter – Cola Turka, Cola Turka Light och Cola Turka Cappuccino.